# 张志军 (1946年)
张志军（1946年2月—），辽宁北镇人，中华人民共和国政治人物、外交官。
1969年，毕业于北京第二外国语学院阿拉伯语专业。1971年，进入外交部工作。2001年，担任中华人民共和国驻阿拉伯联合酋长国大使。

## 荣誉

### 外国勋章奖章
- 一等独立勋章（阿联酋，2006年10月9日颁发[2]）